# Chiesa di Santa Maria di Silonis
La chiesa di Santa Maria di Silonis è una chiesa campestre situata in territorio di Luras, centro abitato della Sardegna nord-orientale. Consacrata al culto cattolico, fa parte della parrocchia di Nostra Signora del Rosario, diocesi di Tempio-Ampurias.
La chiesa, nota anche come "Nostra Signora delle Grazie" o "Madonna d'Izzana", risalirebbe al periodo medievale, come indicato in un'epigrafe iscritta su un architrave oggi murata in seguito ad avventati lavori di ristrutturazione. L'edificio si trova in zona Silonis, località in cui si ritiene fosse ubicato l'antico villaggio di Siffilionis; nelle vicinanze sono presenti altre due chiese: San Leonardo e San Pietro.